# Industribanken
A/S Industri- og Sparebanken for Næstved og Omegn, senere Banken for Næstved og Omegn  eller Industribanken, var Næstveds ældste pengeinstitut, stiftet 22. marts eller 25. februar 1866 med rod i Den kommunale Forening, stiftet samme år.
Først hed banken A/S Industri- og Sparekassen for Næstved Kjøbstad og samme Omegn i Næstved Kjøbstad, hvilket ca. 1889 blev ændret til: Aktieselskabet Industri- og Sparebanken for Næstved og Omegn.
Initiativtagere var en gruppe fremtrædende borgere, bl.a. buntmager Michelsen, assurancebogholder S.P. Hansen (bankens første formand og ledende direktør), bogtrykker A.P. Bang, købmand Frederik Brandt og pottemager Herman Kähler senior. 1871 blev forening og banken splittet op, hvorefter en konservativ gruppe med Bang, Brandt og Hansen brød ud og etablerede Diskontobanken, mens foreningen og Industribanken blev knyttet til partiet Venstre.
Banken blev overtaget af Kjøbenhavns Handelsbank pr. 1. januar 1969.
Banken lå på Hjultorvet 8.